# دارين كولمان
دارين كولمان (بالإنجليزية: Darren Coleman)‏ هو لاعب اتحاد الرغبي أسترالي، ولد في 1973 في كيمبسي في أستراليا.